# Panorama van Caïro
Het Panorama van Caïro, ook wel Caïro en de oevers van de Nijl (Frans: Le Caire et les bords du Nil), is een panorama uit 1881 van de Belgische schilder Émile Wauters (1846-1933). Het is een voorstelling van het bezoek van aartshertog Rudolf aan Egypte. Het werk is door Wauters uitgevoerd met de assistentie van Jean Mayné (1850-1905) en Louis Titz (1859-1932). Het doek was decennialang spoorloos, tot een groot stuk ervan in 2021 opdook in een Frans veilinghuis. Het werd gerestitueerd aan de Koninklijke Musea voor Kunst en Geschiedenis.

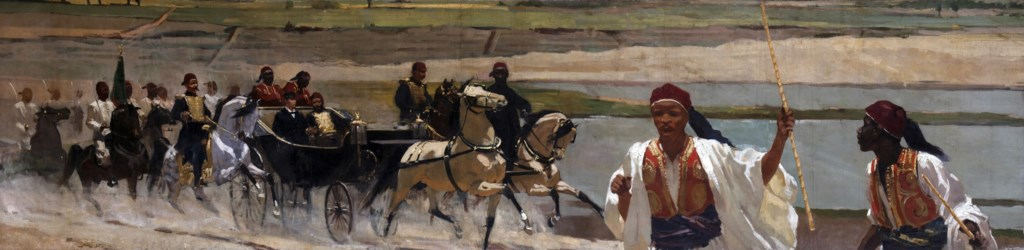
Centraal tafereel gerecupereerd in 2021

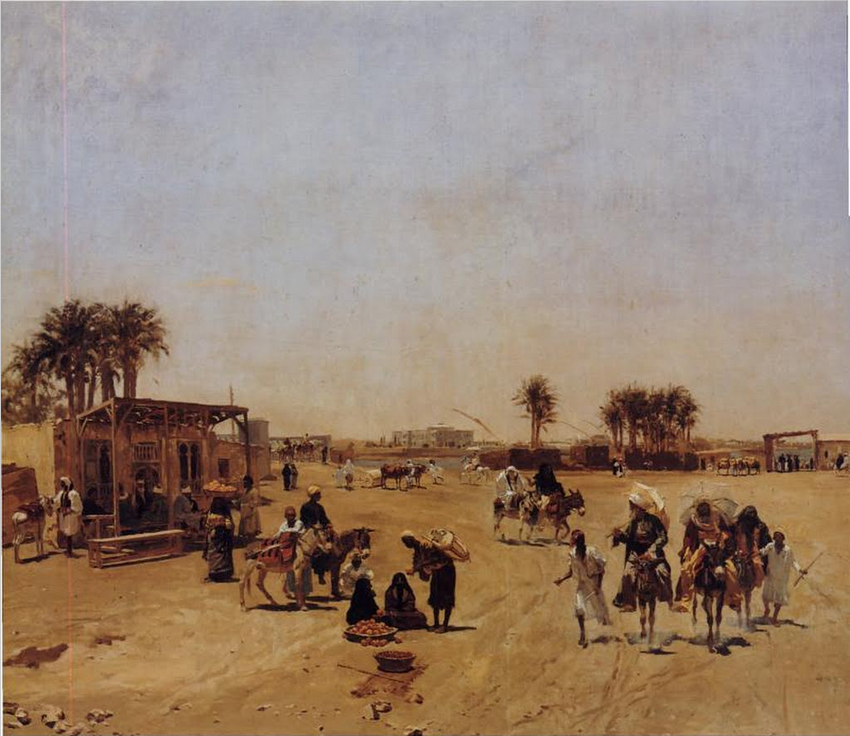
Caïro bij de brug van Kasr-el-Nil, 1880. Voorstudie van Wauters in de KMSKA.

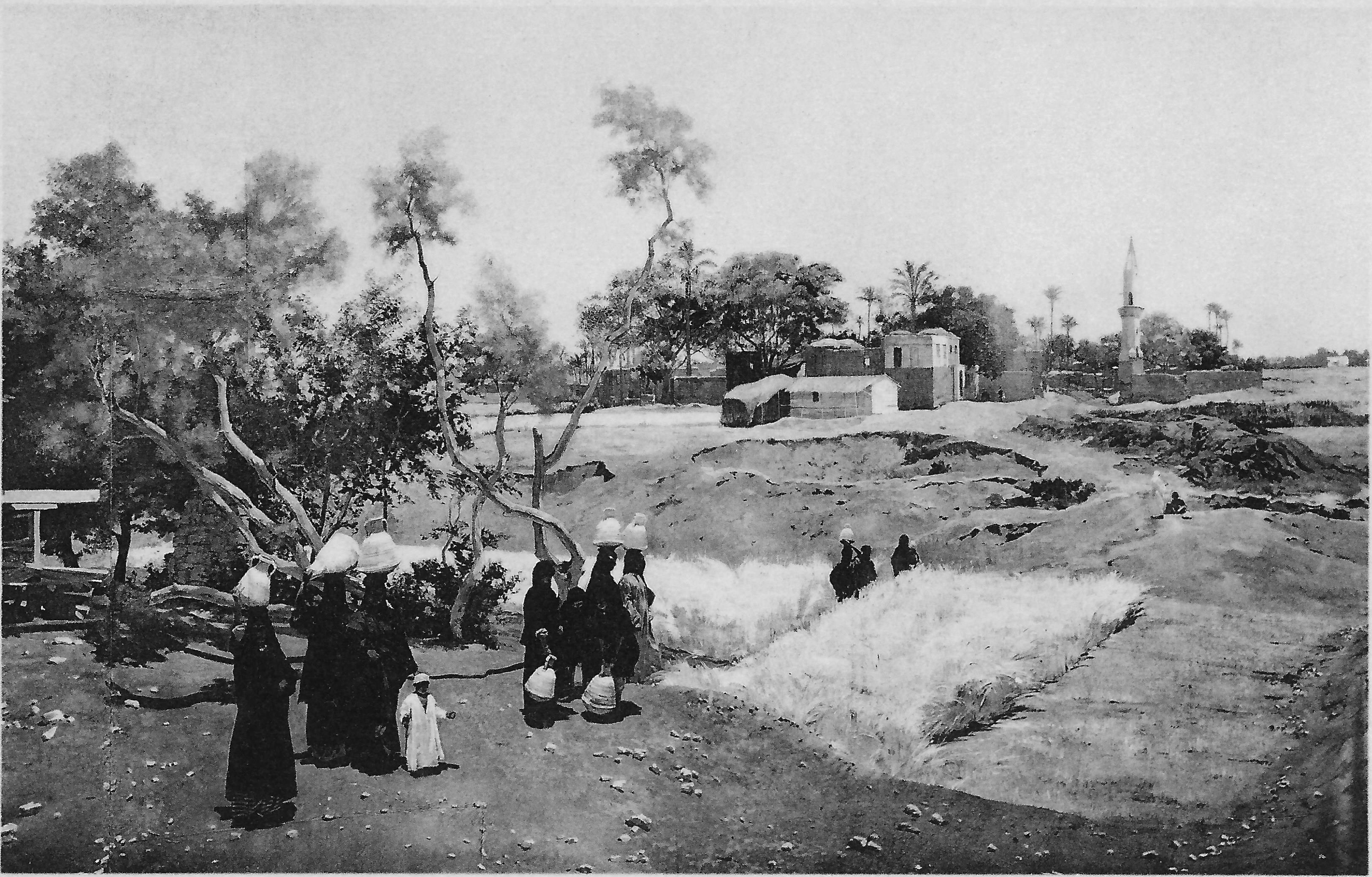
Scène met waterdraagsters uit het verdwenen panorama (Wauters, 1880-81).

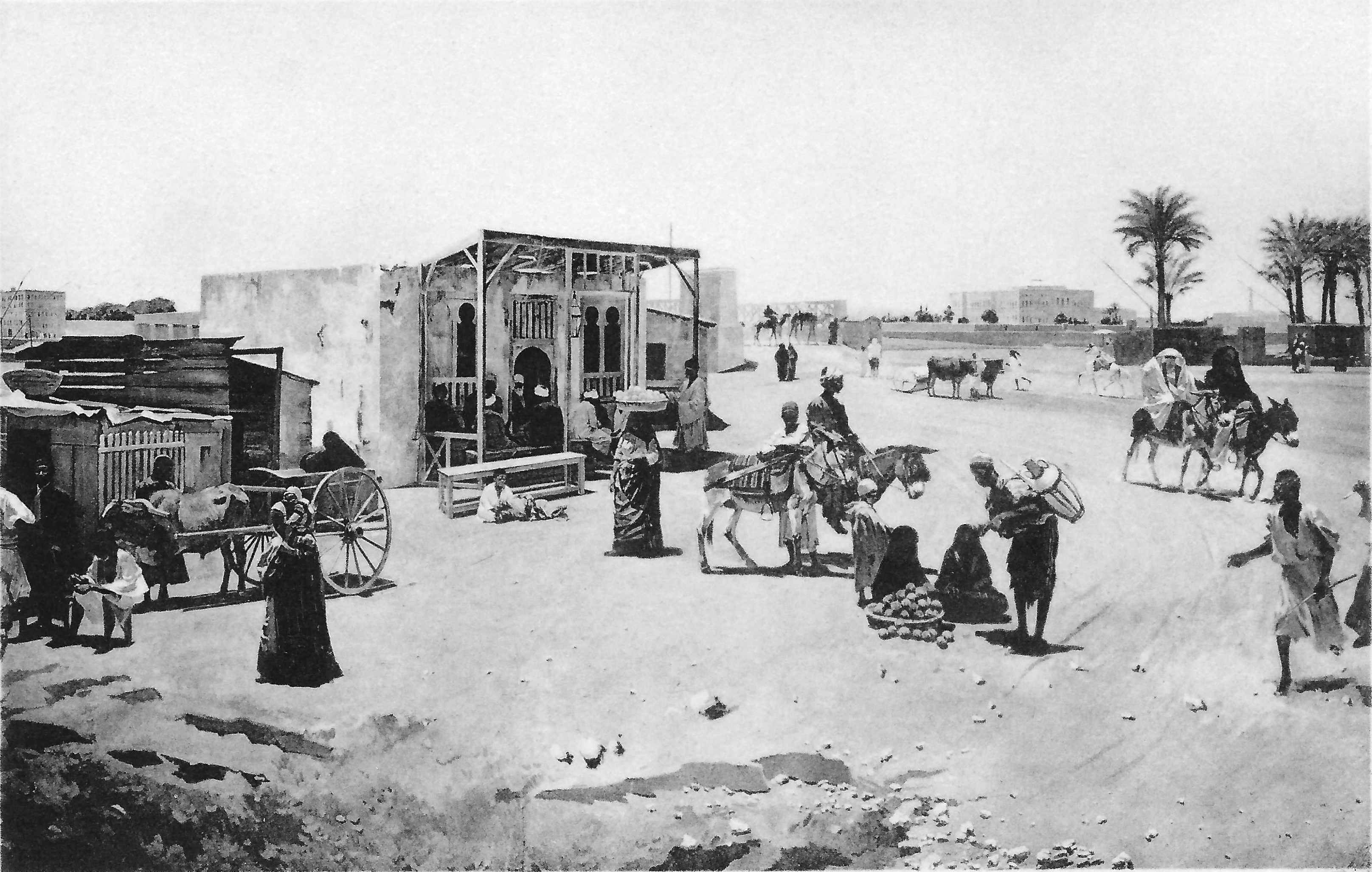
Dorpscène bij Caïro

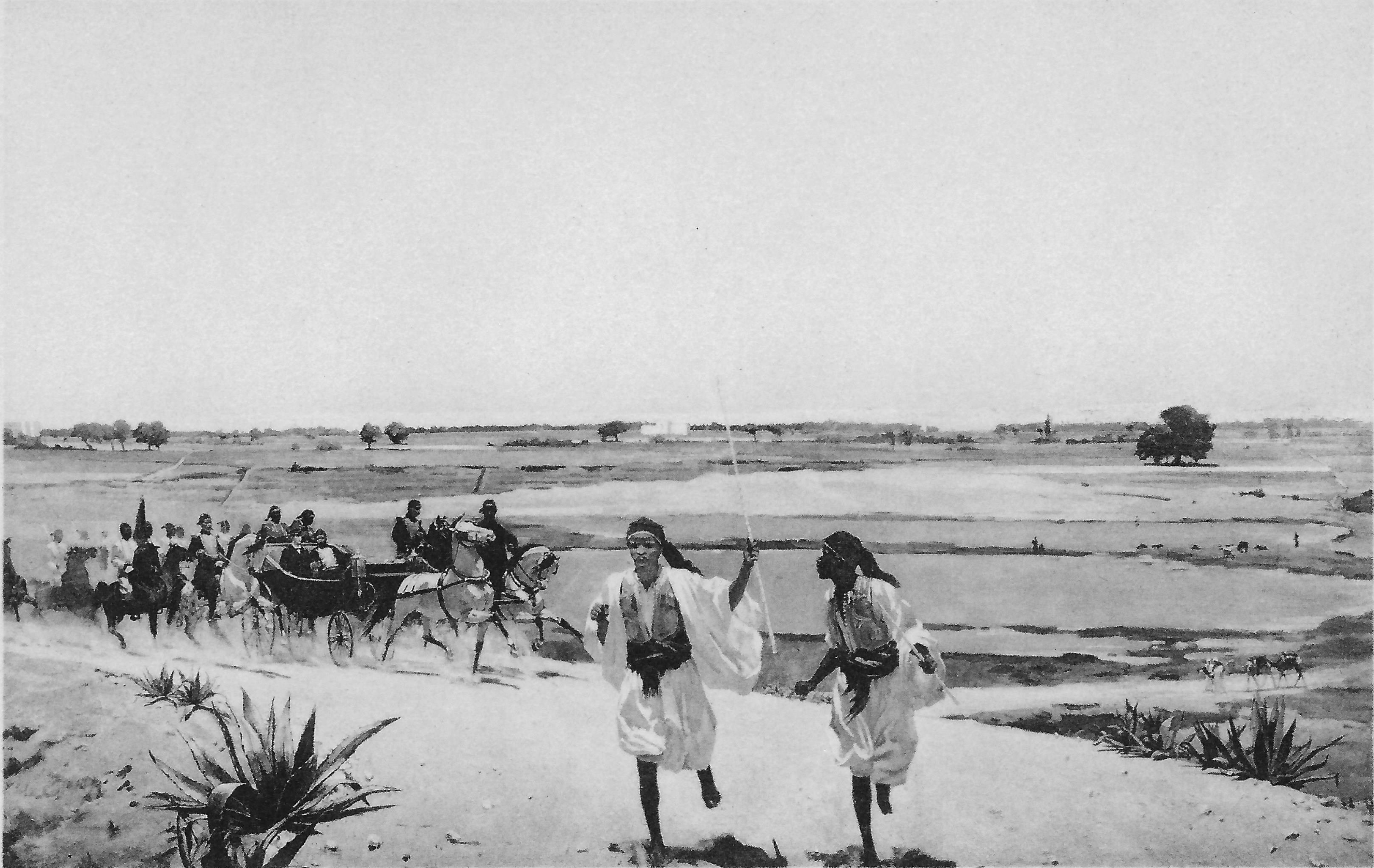
Tafereel met paardenkoets

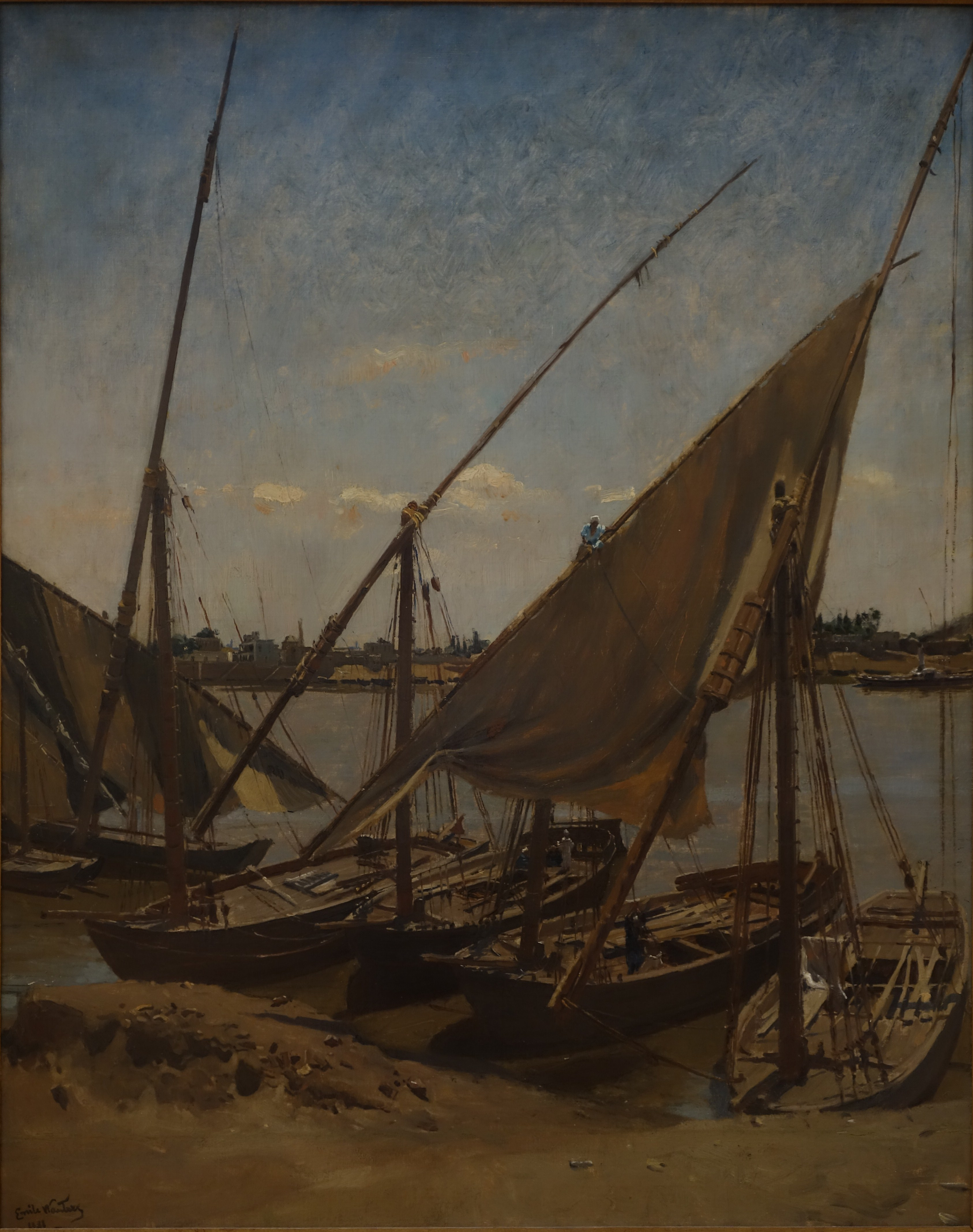
Feloeken geschilderd door Wauters tijdens zijn eerste Egyptereis (Charliermuseum, 1869)

## Bestelling
Na de eerste generatie panorama's zagen de jaren 1880 een ware heropbloei van het genre. De Compagnie austro-belge des Panoramas bestelde bij Émile Wauters een Panorama van de slag bij Custozza, bestemd voor een expositie in Wenen. Wauters weigerde, om geen Italiaanse gevoeligheden te kwetsen. Hij herinnerde zich echter zijn Egyptische reis uit 1869 en stelde voor om het traditionele oorlogsthema te vervangen door een pittoreske verkenning van Caïro. Tijdens die reis een decennium eerder, in het gezelschap van de Oostenrijkse kroonprins Rudolf en van zijn broer Alphonse, had hij veel aantekeningen gemaakt.

## Realisatie
In 1880 keerde Wauters voor twee maanden terug naar Egypte. Hij schilderde een zeventigtal studies en verzamelde talrijke documenten. Op basis daarvan realiseerde hij in minder dan een jaar (1880-1881), met de hulp van enkele vrienden en leerlingen, het immense doek (111,7 x 13,4 m). Het toonde een betoverend land met licht, leven en beweging. Het doek en het materiaal waren geleverd door de Établissements Mommen uit Sint-Joost-ten-Node.

## Tentoonstelling
Het panorama ging eerst naar Wenen in een speciaal gebouwde rotonde, de Neue Panorama (1882), waar het grote toeloop kende. Daarna reisde het verder naar München (1887) en Den Haag (Panorama Bezuidenhout, 1888). Door het afbranden van de Neue Panorama keerde het schilderij terug naar België, om te worden opgeslagen in Sint-Jans-Molenbeek.
Een mecenas, graaf Louis Cavens, kocht het eind jaren 1890 op en schonk het na restauratie aan de Belgische staat. Hij liet zelfs een speciaal paviljoen bouwen in het Jubelpark. Dit gebouw van Ernest Van Humbeek is nu de Grote Moskee van Brussel. Het was een van de publiekstrekkers op de wereldtentoonstelling van 1897.

## Verwaarlozing en verdwijning
Niet lang na de wereldtentoonstelling werd het gebouw gesloten voor het publiek. Het raakte in verval en het panorama had te lijden onder vochtinfiltratie. Het werd weggehaald en terug opgeborgen in Sint-Jans-Molenbeek. In 1923 werd Alfred Bastien belast met een restauratie. Hij moest bepaalde delen herschilderen, waaronder nagenoeg de volledige hemel. Het heropende paviljoen was echter niet van de vochtproblemen verlost, en de overheid verklaarde zich niet in staat om een bewaker te bekostigen. Niet zonder rancune onderging Émile Wauters de verwaarlozing van zijn werk.
In 1971 werd het paviljoen herbestemd tot moskee. Pierre Gilbert had nog voorgesteld om de rondgang te behouden door de moskee binnen het paviljoen te bouwen, maar zijn plan werd niet gerealiseerd. Het door vocht aangevreten panorama werd ondergebracht in de kelders van het nabije Koninklijk Museum voor Kunst en Geschiedenis, waaruit het later spoorloos verdween. Het is laatst gesignaleerd in de Egyptische ambassade. De voorzitter van de Fondation égyptologique Reine Élisabeth verklaarde dat het in een brand was vernield, maar later doken onderdelen ervan op in een veiling. Een inspecteur die een onderzoek opende naar clandestiene verkoop, werd van de zaak gehaald.

## Overblijfselen
Het Charliermuseum van Sint-Joost-ten-Node bewaart een voorstudie van Wauters, Feloeken op de Nijl (1869). Verschillende doeken van Bastien zijn studies voor zijn restauratie van het panorama of kopieën van bepaalde onderdelen, zoals Caïro bij de brug van Kasr-el-Nil in het Museum van Schone Kunsten van Antwerpen.

## Voetnoten
1. ↑  Christiaan Janssens, Egyptomanie in België. De Belgische kranten en de ontdekking van het graf van Toetankhamon (november 1922-februari 1924), masterscriptie Open Universiteit Nederland, 2007, p. 82-93
2. ↑  Oriëntalist masterpiece 'Panorama du Caire' rediscovered, persbericht, 10 november 2021
3. ↑  Lucas Catherine, Bouwen met zwart geld. De grootheidswaanzin van Leopold II, 2002, p. 29-34